# Code IMSBC
Le code IMSBC, en anglais International Maritime Solid Bulk Cargoes Code, est le principal texte législatif régissant le transport maritime de matière solide en vrac. Il comporte 2 parties : la première, devenue obligatoire, est applicable à tous les navires transportant des marchandises en vrac depuis le 1er janvier 2011 en accord avec la convention SOLAS (safety of life at sea). La seconde partie contient uniquement des recommandations.

## Définition
Ce code regroupe les précautions et règles à appliquer concernant le chargement, déchargement, et le transport de marchandises solides en vrac. Les problèmes principaux liés à ce type de transport y sont cités, dommage structurel, liquéfaction de la marchandise et réactions chimiques entre les différents types de marchandises. Ce code fournit des informations sur les dangers potentiel et les procédures de charriage de matière en vrac. Il contient également des instructions opérationnelles sur le stockage et la manipulation de cargaison. Il traite également de la conception et de l'équipement des vraquiers,.

## Sommaire
Le sommaire du code se présente ainsi :
- section 1 : disposition générales ;
- section 2 : précautions générales pour le chargement, déchargement et le transport ;
- section 3 : sécurité du navire et du personnel ;
- section 4 : évaluation de l’acceptabilité de l’expédition pour un transport sûr ;
- section 5 : procédures d'arrimage ;
- section 6 : méthode pour déterminer l'angle de repos ;
- section 7 : les marchandises qui peuvent se liquéfier ;
- section 8 : procédures de test pour les marchandises qui peuvent se liquéfier ;
- section 9 : matériaux possédant un risque chimique ;
- section 10 : transport de déchets solides en vrac ;
- section 11 : dispositions de sécurité ;
- section 12 : table de correction de facteur d'arrimage ;
- section 13 : référence liées aux informations et recommandation ;
- annexe 1 : les horaires individuels de cargaisons solides en vrac ;
- annexe 2 : annexe individuelle pour les marchandises solides en vrac ;
- annexe 3 : propriétés des marchandises solides en vrac ;
- annexe 4 : index.

### Articles Connexes
- SOLAS
- Vrac
- Liquéfaction
- Réaction chimique
- Vraquiers